# 1er décembre 1968
Le dimanche 1er décembre 1968 est le 336e jour de l'année 1968.

## Naissances
- Anders Holmertz, nageur suédois
- Antonio Peñalver, athlète espagnol, spécialiste du décathlon
- Brigitte Marleau, écrivaine, enseignante, illustratrice et pastelliste québécoise
- Daire Nolan, danseur de danse irlandaise
- Emmanuel Caussé, réalisateur français
- Jan Thoresen, curleur norvégien
- Kim Won-jin, athlète sud-coréen, spécialiste du saut en longueur
- Pam Bileck, gymnaste artistique américaine
- Sarah Fitz-Gerald, joueuse de squash australienne
- Stephan Beckenbauer (mort le 1er août 2015), footballeur

## Décès
- Dario Moreno (né le 3 avril 1921), chanteur turc
- Erwin Raisz (né le 1er mars 1893), cartographe américain
- Fritz Stöckli (né le 15 mai 1916), bobeur suisse
- Hugo Haas (né le 18 février 1901), cinéaste, producteur et acteur de cinéma
- Jules Meese (né le 3 septembre 1896), haltérophile français
- Léon Tutundjian (né le 15 mars 1906), artiste peintre avant-gardiste français
- Marie Cantacuzène (née le 18 juillet 1878), princesse roumaine
- Nicolae Bretan (né le 25 mars 1887), compositeur roumain
- Tempū Nakamura (né le 20 juillet 1876), maître d'arts martiaux japonais
- Tim Ahearne (né le 18 août 1885), athlète britannique

## Événements
- Sortie de l'album Comment te dire adieu ? de Françoise Hardy
- Création de la revue littéraire roumaine : Echinox
- Inaugration du stade François-Coty à Ajaccio